# 康地梅氏孔雀鯛
康地梅氏孔雀鯛，為輻鰭魚綱鱸形目隆頭魚亞目慈鯛科的其中一種，被IUCN列為極危保育類動物，分布於非洲馬拉威湖Kande島流域，為特有種，體長可達7.8公分，棲息沙底質水域，以小型無脊椎動物為食，可做為觀賞魚。

## 擴展閱讀
維基物種上的相關：康地梅氏孔雀鯛